# Gara Nantes
Gara Nantes (IATA: QJZ) este o gară din Nantes, Franța. A fost deschisă în 1851 și este operată de SNCF.